# 內爾峰 (麥克羅伯特森地)
內爾峰（英語：Neill Peak）是南極洲的山峰，位於麥克羅伯特森地，海拔高度460米，在1931年2月13日由澳大利亞探險家率領的探險隊發現，現時由南極條約體系管理。